# Toyota Cressida
La Toyota Cressida est une berline routière japonaise dont la première génération remonte à 1977.
Elle a été vendue dans le monde entier, souvent avec des dénominations différentes telles que Cresta, Chaser, ou encore Mark II.
La Toyota Cressida a connu quatre générations, de 1977 à 1992.
1re génération : Cressida MX32 (1977 - 1980)
2e génération : Cressida MX63 (1981 - 1984)
3e génération : Cressida MX73 (1985 - 1988)
4e génération : Cressida MX83 (1989 - 1992)

## 1regénération
La première génération de Cressida (code MX32) est sortie de chaînes à partir de 1977. De construction relativement rustique, elle est alors développée autour d'un châssis en échelle qui supporte la caisse et dispose d'une suspension arrière à pont/essieu rigide. La Cressida est disponible en berline 4 portes, break et coupé (uniquement livrable au Japon et aux États-Unis). Elle est proposée avec deux moteurs. Un 2 litres essence 4 cylindres et un 2,6 litres essence (4M-E) à 6 cylindres en ligne. Le break, lui, ne dispose que du 4 cylindres. La transmission est confiée aux roues arrière (propulsion) via une boîte de vitesses manuelle 5 rapports ou automatique 4 rapports. La gamme est divisée en deux finition GL (entrée de gamme) et DX/Delux (Haut de gamme).

## 2egénération
La deuxième génération de Cressida (MX63) sort en 1981. Elle est plus imposante que sa devancière (+ 20 cm en longueur), mais conserve les mêmes bases en les améliorant légèrement. Le coupé disparait de la gamme, mais les moteurs gagnent en puissance. Elle est désormais uniquement animée par un 6 cylindres en ligne. Le 4M-E est remplacé par le 2,8 litres 5M-E qui utilise alors une injection électronique à la place du carburateur du 4M-E. La puissance monte à 116 ch.
En 1983 arrive un restylage accompagné d'une évolution technique. La suspension arrière est désormais à roues indépendantes, les freins arrière gagnent des disques à la place des tambours, le moteur 5M-E évolue en 5M-GE avec double arbre à cames en tête pour atteindre une puissance de 143 ch (qui culminera à 156 ch en 1984). Sur certains marchés (États-Unis) elle reçoit même des ceintures de sécurité avant qui s'avancent électriquement lorsque l'on met le contact.

## 3egénération
Pour sa troisième génération (MX73), la Cressida adopte un style s'inspirant des voitures américaines de l'époque. Elle dispose désormais d'une caisse autoporteuse. Le moteur 5M-GE est conservé mais gagne une sonde permettant de modifier le mélange air/carburant lorsque l'un d'entre eux est de mauvaise qualité pour améliorer le rendement du moteur. Elle bénéficie également de techniques innovantes telles que des suspensions pilotées à deux lois (sport et normal), des commandes de radio au volant.
En 1987, une évolution de la gamme se traduit par la disparition du break et l'arrivée d'un 6 cylindres en ligne à 24 soupapes et double arbre à cames en tête (7M-GE) de 3 litres qui développe 190 ch.

## 4egénération
La dernière génération de Cressida (MX83) commence sa carrière en 1989. Elle présente un style un peu moins carré que celui de la génération qu'elle remplace. Elle reprend le même moteur 7M-GE (également monté sur la Supra en configuration 204 ch). Elle intègre désormais l'ABS, une transmission automatique plus intelligente. En fin de carrière, elle reçoit une évolution moteur qui porte la puissance à 204 ch. La production de la Cressida est arrêtée en 1992 pour ne pas la mettre en concurrence directe avec les modèles de la marque Lexus (créée par Toyota) qui représente désormais le haut de gamme Toyota aux États-Unis. Mais elle continua sa carrière sur d'autres marchés jusqu'en 1994, où elle a été remplacée par l'Avalon.